# Pico da Tijuca
Der Pico da Tijuca ist ein 1022 m hoher Berg im brasilianischen Bundesstaat Rio de Janeiro, und damit nach dem Pico da Pedra Branca der zweithöchste Punkt des Stadtgebietes von Rio de Janeiro. 

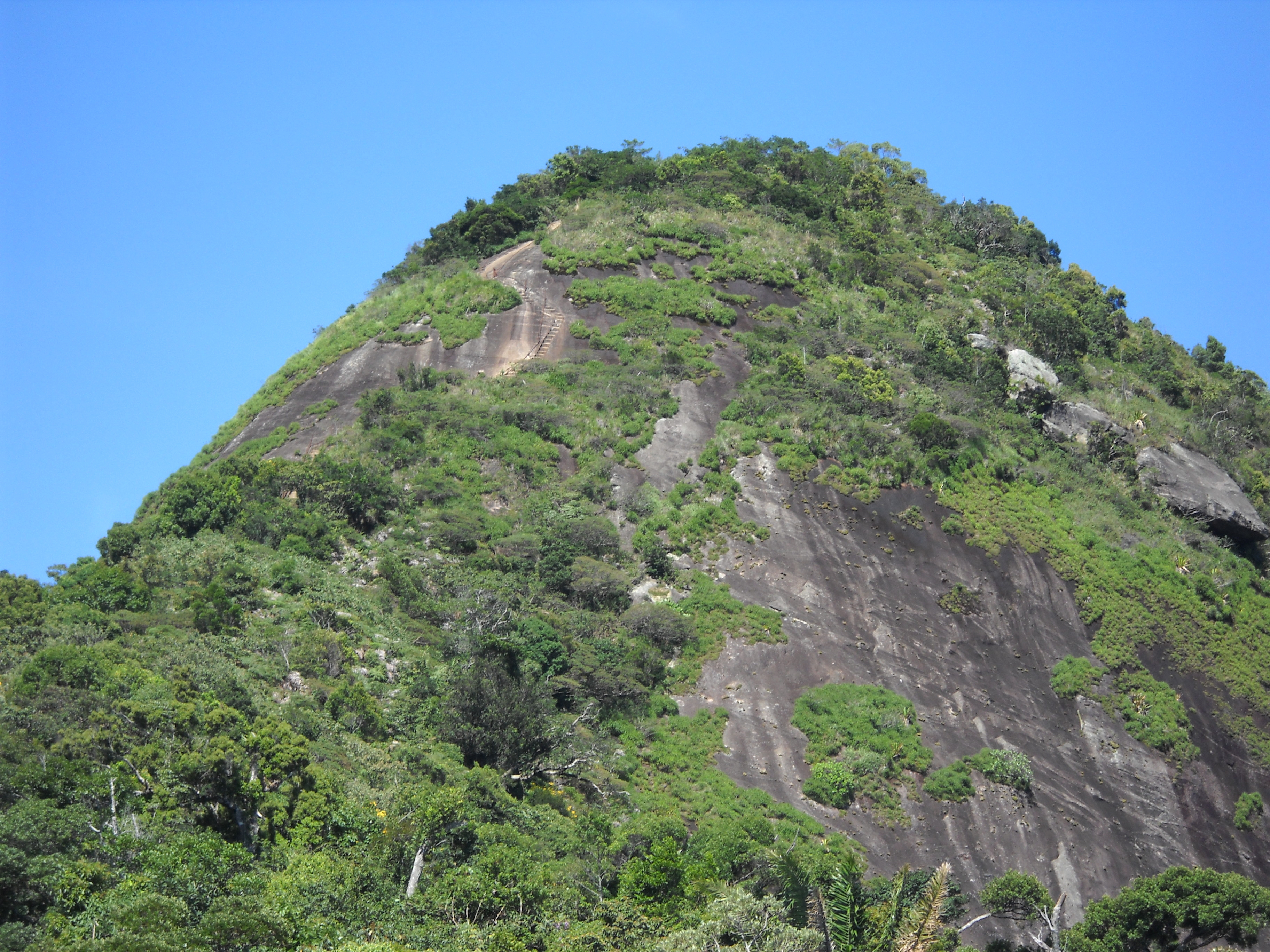
Pico da Tijuca, links ist die Treppe erkennbar

## Geographie
Der Pico da Tijuca liegt inmitten des ausgedehnten Naturschutzgebietes Parque Nacional da Tijuca und ist über einen 10 km langen Rundwanderweg zu erreichen. Vor dem Gipfel befindet sich eine Treppe mit 117 Stufen, die direkt in der Sonne liegt. Diese wurde der Legende nach für den belgischen König Albert I. erstellt, als er 1920 Rio de Janeiro besuchte. Der Gipfel bietet eine komplette Rundumsicht auf das Stadtgebiet von Rio de Janeiro.